# Франк, Микко
Микко Франк (фин. Mikko Franck; род. 1 апреля 1979, Хельсинки, Финляндия) — финский дирижёр.

## Биография
С пятилетнего возраста начал играть на скрипке, в 1992 году поступил в скрипичный класс колледжа при Академии имени Сибелиуса. В 1995 году по случаю юбилея колледжа любому желающему студенту было предложено попробовать себя в качестве дирижёра с оркестром Академии, и Франк воспользовался этой возможностью. Руководитель класса дирижирования Академии Йорма Панула немедленно пригласил Франка для частных занятий, а в 1996 году Франк поступил в его класс. Однако уже в 1998 году он прекратил обучение без получения диплома, поскольку к этому времени началась его активная международная карьера дирижёра. К 23 годам Франк выступил со всеми ведущими оркестрами Скандинавии, а также с такими коллективами, как Лондонский симфонический оркестр, оркестр «Филармония», Израильский филармонический оркестр, Мюнхенский филармонический оркестр. Особенную известность принесла Франку работа с произведениями Сибелиуса и Раутаваара — среди его записей, в частности, оперы Раутаваара «Распутин» и «Дом Солнца».
В 2002—2007 годах Микко Франк возглавлял Национальный оркестр Бельгии. Одновременно в августе 2006 года он занял пост музыкального руководителя Финской национальной оперы, однако в феврале 2007 года неожиданно покинул должность, заявив об отсутствии взаимопонимания с администрацией труппы. К ноябрю 2007 года администрация сменилась, и с 1 января 2008 года Франк вновь принял руководство театром, причём не только как музыкальный руководитель, но и как генеральный директор.
В апреле 2013 года выбран руководителем Филармонического оркестра Радио Франции на трёхлетний срок (начиная с сентября 2015 года); к настоящему времени контракт Франка продлён до 2025 года.
В 2023 году награждён медалью «Pro Finlandia».